# Campeonato Paulista 1921
In 1921 werd het twintigste Campeonato Paulista gespeeld voor voetbalclubs uit de Braziliaanse staat São Paulo. De competitie werd gespeeld van 21 april tot 25 december. Paulistano werd kampioen.  

## Eindstand
| Plaats | Club                 | Wed. | W  | G | V  | Saldo | Ptn. |
| ------ | -------------------- | ---- | -- | - | -- | ----- | ---- |
| 1.     | Paulistano           | 22   | 19 | 1 | 2  | 98:14 | 39   |
| 2.     | Palestra Itália      | 22   | 19 | 0 | 3  | 81:23 | 38   |
| 2.     | Corinthians          | 22   | 18 | 2 | 2  | 79:22 | 38   |
| 4.     | AA São Bento         | 22   | 11 | 3 | 8  | 42:41 | 25   |
| 5.     | Ypiranga             | 22   | 9  | 4 | 9  | 35:58 | 22   |
| 6.     | Minas Gerais FC      | 22   | 8  | 5 | 9  | 39:41 | 21   |
| 7.     | Sírio                | 22   | 9  | 2 | 11 | 40:55 | 20   |
| 8.     | Mackenzie-Portuguesa | 22   | 7  | 3 | 12 | 25:48 | 17   |
| 9.     | AA Palmeiras         | 22   | 5  | 4 | 13 | 33:40 | 14   |
| 10.    | Santos               | 22   | 5  | 3 | 14 | 26:61 | 13   |
| 11.    | Internacional        | 22   | 4  | 2 | 16 | 36:83 | 8    |
| 12.    | Germânia             | 22   | 2  | 3 | 17 | 19:67 | 7    |

|  | Kampioen |

## Kampioen
| Campeonato Paulista de 1921    |
| São Paulo                      |
| ------------------------------ |
| PAULISTANO Kampioen (8° titel) |

## Topschutter
| Speler            | Speler              | Goals | Club       |
| ----------------- | ------------------- | ----- | ---------- |
| Vlag van Brazilië | Arthur Friedenreich | 33    | Paulistano |